# Época geológica
| Correspondencia entre unidades geocronológicas y cronoestratigráficas |                                        |
| Geocronológicas (tiempo)                                              | Cronoestratigráficas (cuerpos de roca) |
| Eón                                                                   | Eonotema                               |
| Era                                                                   | Eratema                                |
| Período                                                               | Sistema                                |
| Época                                                                 | Serie                                  |
| Edad                                                                  | Piso                                   |
| Cron                                                                  | Cronozona                              |

Una época geológica es una unidad geocronológica formal de la escala temporal geológica que representa el tiempo correspondiente a la duración de una serie, una de las unidades cronoestratigráficas en que se divide el registro geológico de la historia de la Tierra. Las épocas son subdivisiones de los períodos y se dividen a su vez en edades. Suelen reflejar cambios significativos en las biotas de cada periodo. Hay 38 épocas definidas para el eón Fanerozoico que se dividen en 102 edades. La duración estimada de cada una de las diferentes épocas va desde los 13 a los 35 millones de años. Para el Precámbrico no se han podido establecer divisiones en épocas debido a lo escaso de su registro fósil.
Algunas épocas tienen un nombre derivado de una localidad o área (como Lopingiense o Guadalupiense), otras de las características generales de la fauna que habitó durante ese tiempo (como Paleoceno o Eoceno), sin embargo la mayoría de los nombres responde simplemente a la posición relativa dentro de su periodo (como Jurásico temprano o Devónico medio).
Como ejemplo: la era Cenozoico se divide en tres períodos: Paleógeno, Neógeno y Cuaternario. El periodo Paleógeno se divide en tres épocas: Paleoceno, Eoceno y Oligoceno. La época Paleoceno se divide en tres edades: Daniense, Selandiense y Thanetiense.